# Ambazac
Ambazac – miejscowość i gmina we Francji, w regionie Nowa Akwitania, w departamencie Haute-Vienne. W 2013 roku populacja ówczesnej gminy wynosiła 5689 mieszkańców. 

## Galeria

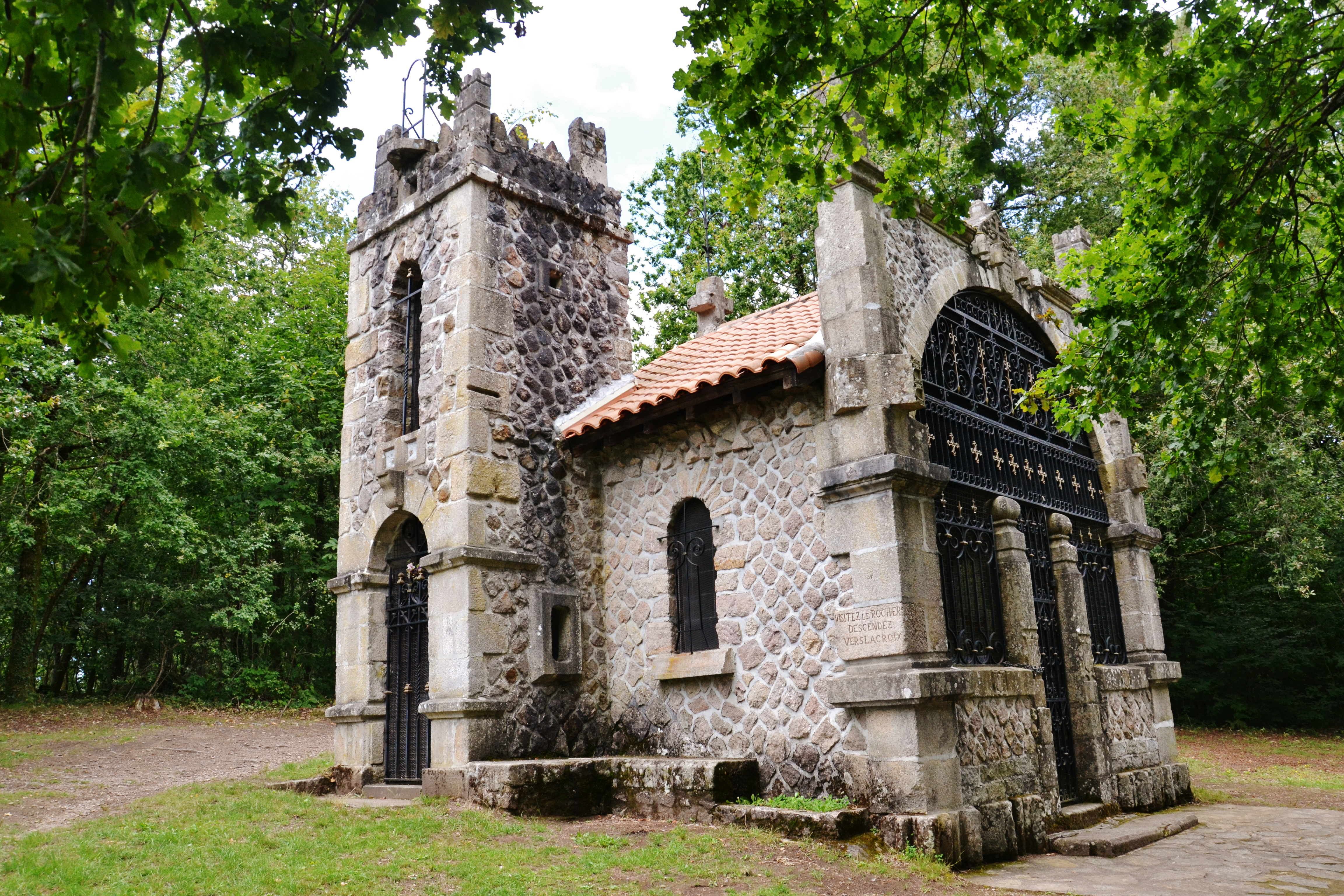
Kaplica Matki Bożej (2012)
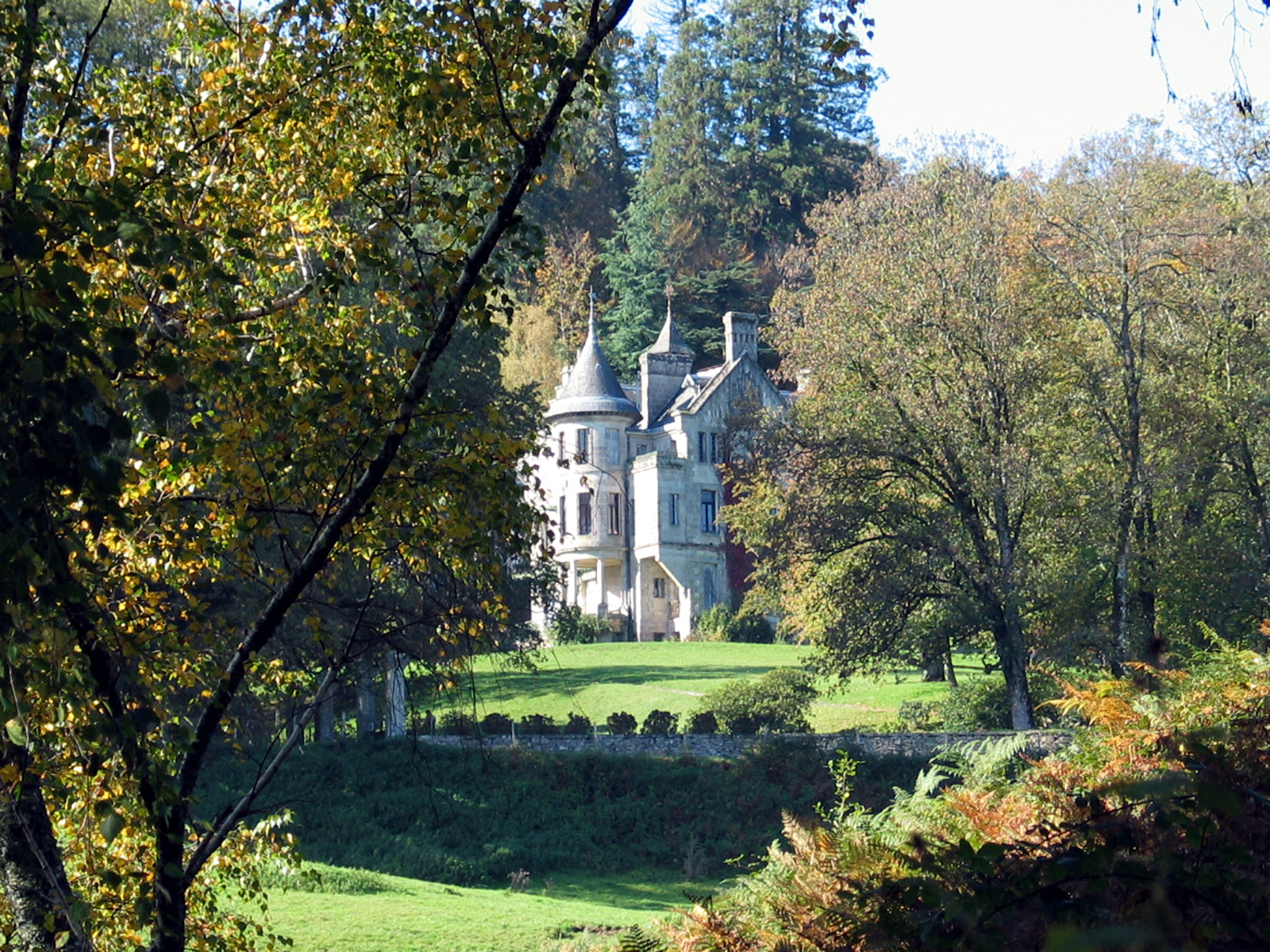
Pałac Montméry (2004)
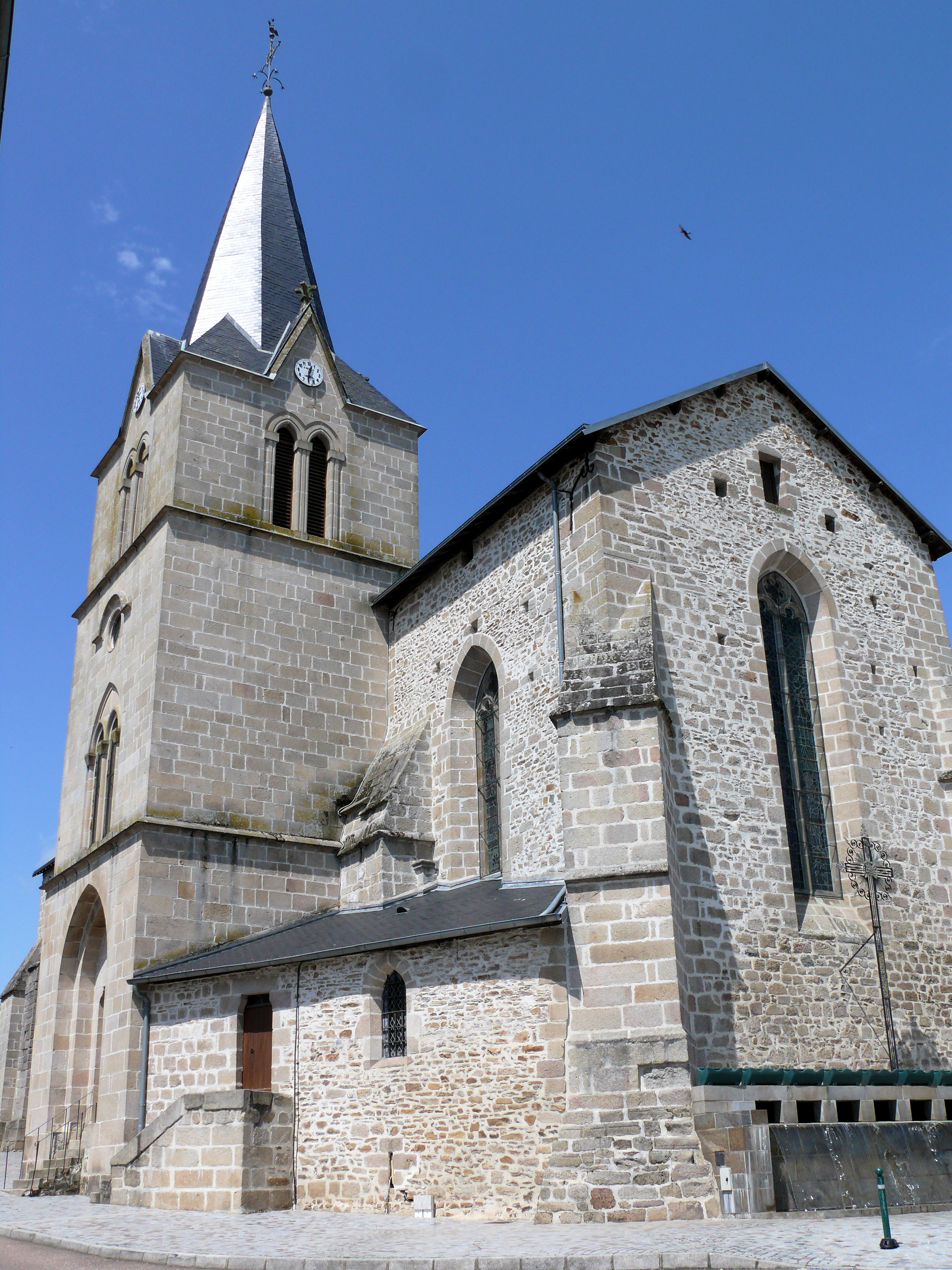
Kościół św. Antoniego (2012)